# Marlene Dumas
Marlene Dumas (Cidade do Cabo, 3 de agosto de 1953) é uma artista sul-africana que reside e trabalha em Amsterdã, Países Baixos. No passado, Dumas trabalhou com pintura, colagem, desenho, impressões e instalações. Hoje, trabalha majoritariamente com óleo sobre tela e tinta sobre papel.